# Wincenty Stefan Frelichowski
Wincenty Stefan Frelichowski (Chełmża, 22 gennaio 1913 – Dachau, 23 febbraio 1945) è stato un presbitero polacco, beatificato da papa Giovanni Paolo II nel 1999.

## Biografia
In gioventù fece parte dei gruppi scout: entrato in seminario diciottenne fu ordinato prete nel 1937.
Fu segretario del vescovo e poi vicario nella parrocchia di Toruń.

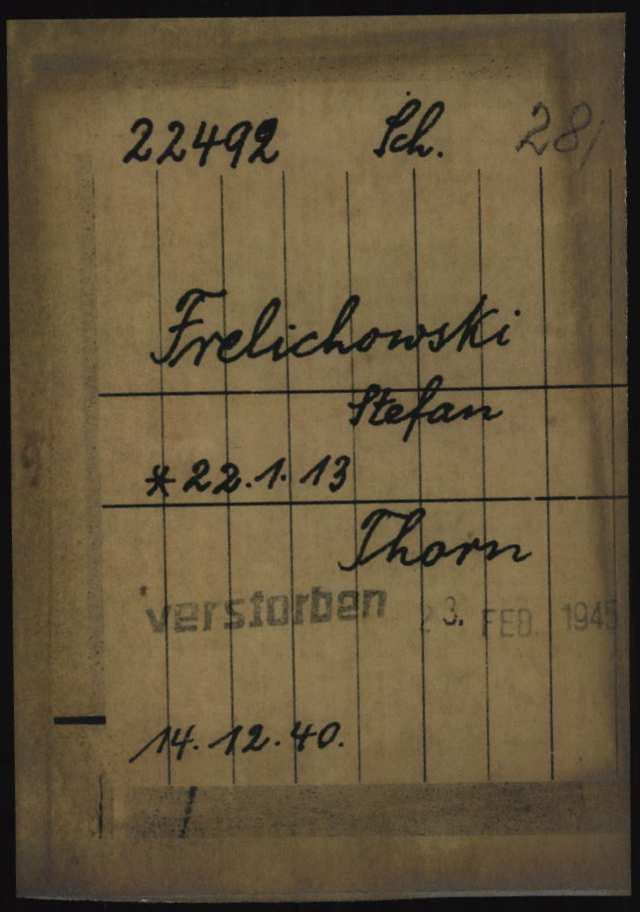
Scheda di registrazione di Stefan Wincenty Frelichowski come prigioniero nel campo di concentramento nazista di Dachau

Fu arrestato dai nazisti dopo l'invasione tedesca della Polonia nel 1939 e nel 1940 fu trasferito a Dachau.
Ammalatosi di tifo, morì nel 1945.

## Il culto
Fu beatificato da papa Giovanni Paolo II il 7 giugno 1999.
Il suo elogio si legge nel Martirologio romano al 23 febbraio.